# 井上政信
井上 政信（いのうえ まさのぶ、明治22年（1889年）12月15日 - 昭和4年（1929年）4月24日）は、日本の内務官僚。熊本県士族。兵庫県警察部長。元宮崎銀行頭取井上信一の父。妻清子は元鉄道大臣小川平吉長女。弟井上春成は元工業技術庁長官。

## 経歴
熊本県飽託郡健軍村（現在の熊本市）出身。熊本県士族・井上清熊の長男。明治28年（1895年）家督を相続する。大正3年（1914年）東京帝国大学法科大学政治学科を卒業し文官高等試験に合格する。宮城県属、滋賀・埼玉各県理事官を経て大正12年（1923年）欧米各国の地方行政の調査を終え、石川県理事官、高知県警察部長、同県書記官・警察部長、復興局事務官、同書記官を歴任し経理部会計課長に補せらる。兵庫県警察部長在職中に脳溢血で死去した。

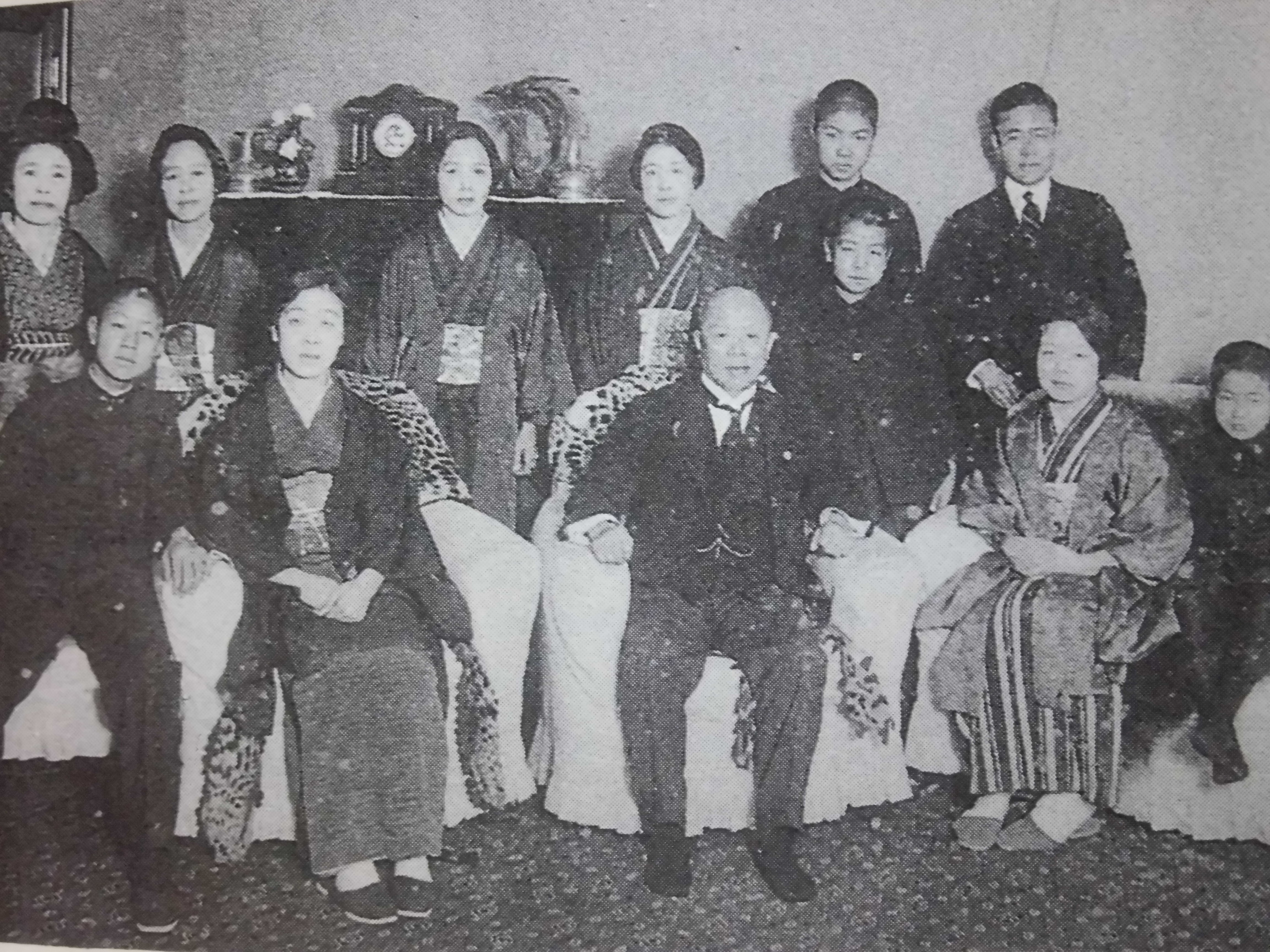
小川家の人々
（前列左より三平、せき（平吉夫人）、平吉、悦子、平五。後列左より妻・せい、こと（元総理大臣宮澤喜一の母）、てい、かつ、平二、平四郎、一平）

## 家族・親族

### 井上家
（熊本県、東京都）
- 父・清熊[2]
- 母・マス[2]

慶應3年（1867年）8月生 - 没
- 弟・春成（理学博士[2]）
- 妻・せい（鉄道大臣小川平吉長女[2]）

明治28年（1895年）2月生 - 没
- 男・信一[2]